# Le Fils du marchand
Le Fils du Marchand est une bande dessinée chinoise (manhua) de Nie Chongrui éditée en France le 3 mars 2006 par l'éditeur Xiao Pan. Elle reste inédite en Chine.
Le Fils du Marchand est un one shot adapté d'un conte de Pu Songling, reprenant donc les classiques du conte chinois.